# Tigasan Wetan
Tigasan Wetan is een bestuurslaag in het regentschap Probolinggo van de provincie Oost-Java, Indonesië. Tigasan Wetan telt 6942 inwoners (volkstelling 2010).